# Cystisoma longipes
Cystisoma longipes is een vlokreeftensoort uit de familie van de Cystisomatidae. De wetenschappelijke naam van de soort is voor het eerst geldig gepubliceerd in 1886 door Carl Erik Alexander Bovallius.